# Christoff Janssens
Christoff Kas Janssens (29 mei 1981) is een Belgisch basketbalcoach en voormalig basketballer.

## Carrière
Janssens speelde in de jeugd van Aarschotse BC en ook een seizoen in de basketschool van Oostende. Hij speelde daarna voor Aarschotse BC en LSV Basket Landen. In 2002 ging hij spelen voor GSG Aarschot waar hij speelde tot in 2008. Hij trok naar Clem Scherpenheuvel waar hij speelde tot in 2014, hij keerde nog kort terug naar GSG Aarschot maar besloot coach te worden.
Hij startte zijn carrière als coach bij Clem Scherpenheuvel waar hij zowel de eerste ploeg als jeugdploegen onder zijn hoede had, hij leidde de eerste ploeg in 1e provinciale en in de landelijke reeksen. Hij verliet de club in 2022 nadat hij in zijn laatste seizoen ook al jeugdcoach was bij Limburg United. In 2023 werd hij assistent-coach van de tweede ploeg van Limburg United onder hoofdcoach Niels Marnegrave daarnaast was hij ook verantwoordelijk voor de talentopvolging binnen de club. Voor het seizoen 2024/25  was hij hoofdcoach van de tweede ploeg.
Aan het einde van het seizoen 2024/25 maakte hij de overstap naar de Leuven Bears waar hij assistent-coach werd van de eerste ploeg in de BNXT League na het vertrek van Tom Van den Bosch. Hij nam daarnaast ook de tweede ploeg onder zijn hoede in de derde klasse en enkele functies in de jeugdwerking.